# Putorana
Náhorní plošina Putorana (rusky Плато́ Путора́на) je nejsevernější výběžek Středosibiřské vysočiny. Celé území se nachází v Krasnojarském kraji Ruské federace, severně od severního polárního kruhu, a je téměř izolováno od lidské civilizace. Centrální část plošiny byla v červenci roku 2010 pro svůj unikátní reliéf, vodstvo a nenarušené ekosystémy prohlášena součástí světového přírodního dědictví.

## Geomorfologie

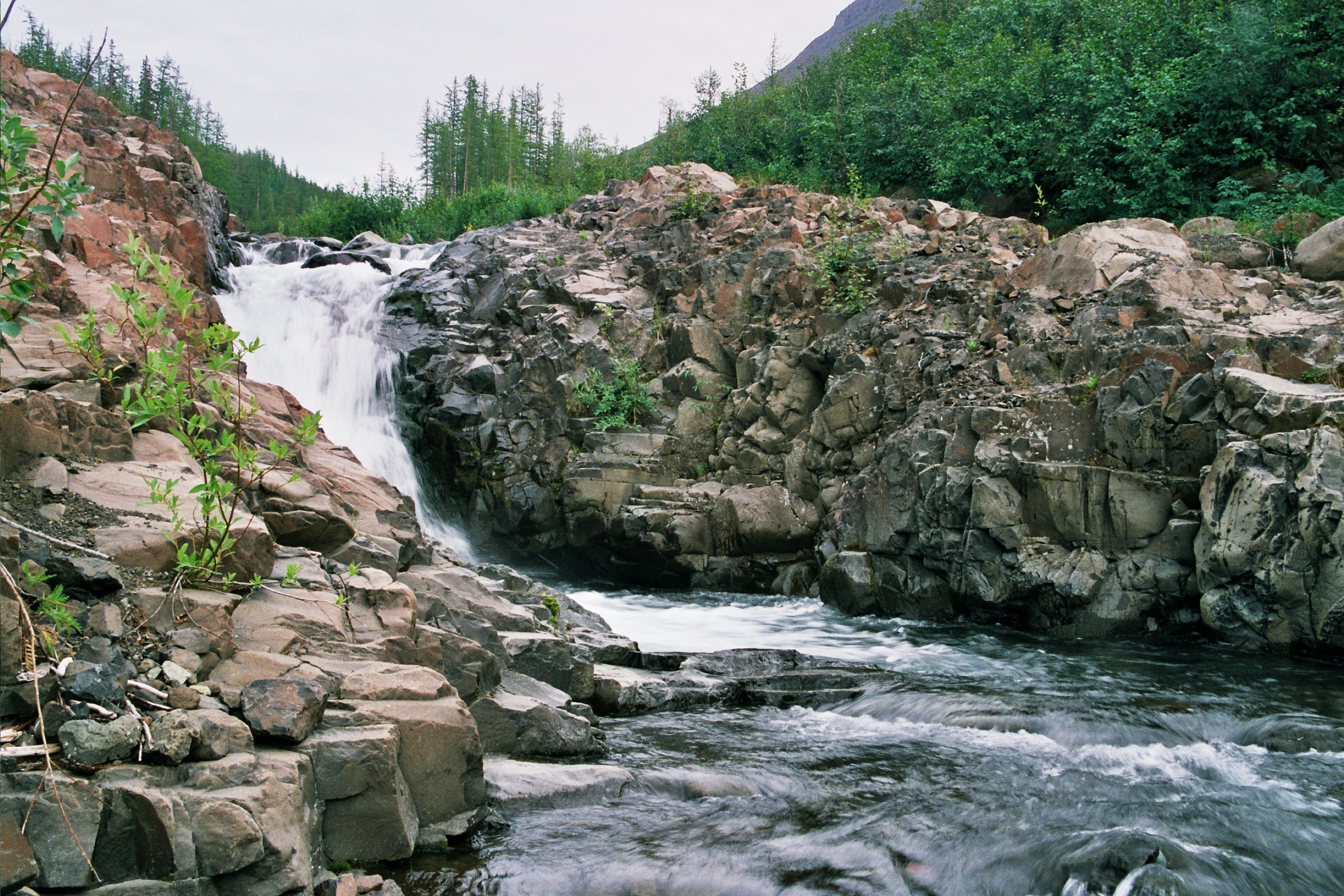
Jeden z mnoha vodopádů

Jde o rozsáhlé a velmi členité území, typickými prvky terénu jsou hluboká údolí, stolové hory a plochý reliéf podél řek v údolích. Členitější je západní část, kde se výškové rozdíly v krajině pohybují mezi 500–1000 metry. Nejvyšší vrchol Putorany, Kameň, dosahuje nadmořské výšky 1701 m. Rovinaté vrcholové partie a terasy v nižších nadmořských výškách jsou pozůstatky původní paroviny.
Území plošiny patří mezi sibiřské trapy, rozsáhlé čedičové výlevy, které vznikly při sopečné činnosti na přelomu permu a triasu. Masa horkého čediče tlačila zespodu na starší vrstvu ztuhlé lávy, dnes v centrální části až 1500 m silnou, což vedlo k jejímu vyzdvižení, současně zde vzniklo velké množství tektonických zlomů. Díky rozdílné pevnosti horninových vrstev pak svahy získávaly stupňovité tvary.
Členitost terénu byla v průběhu milionů let dále prohlubována zejména působením velkého množství vodních toků, ledovců a jezer. Činnost ledovců byla intenzivnější v západní části Putorany, kde dosahovaly až 1,5kilometrové tloušťky. Oblast významně ovlivňují také další kryogenní pochody, například mrazové zvětrávání.

## Vodstvo

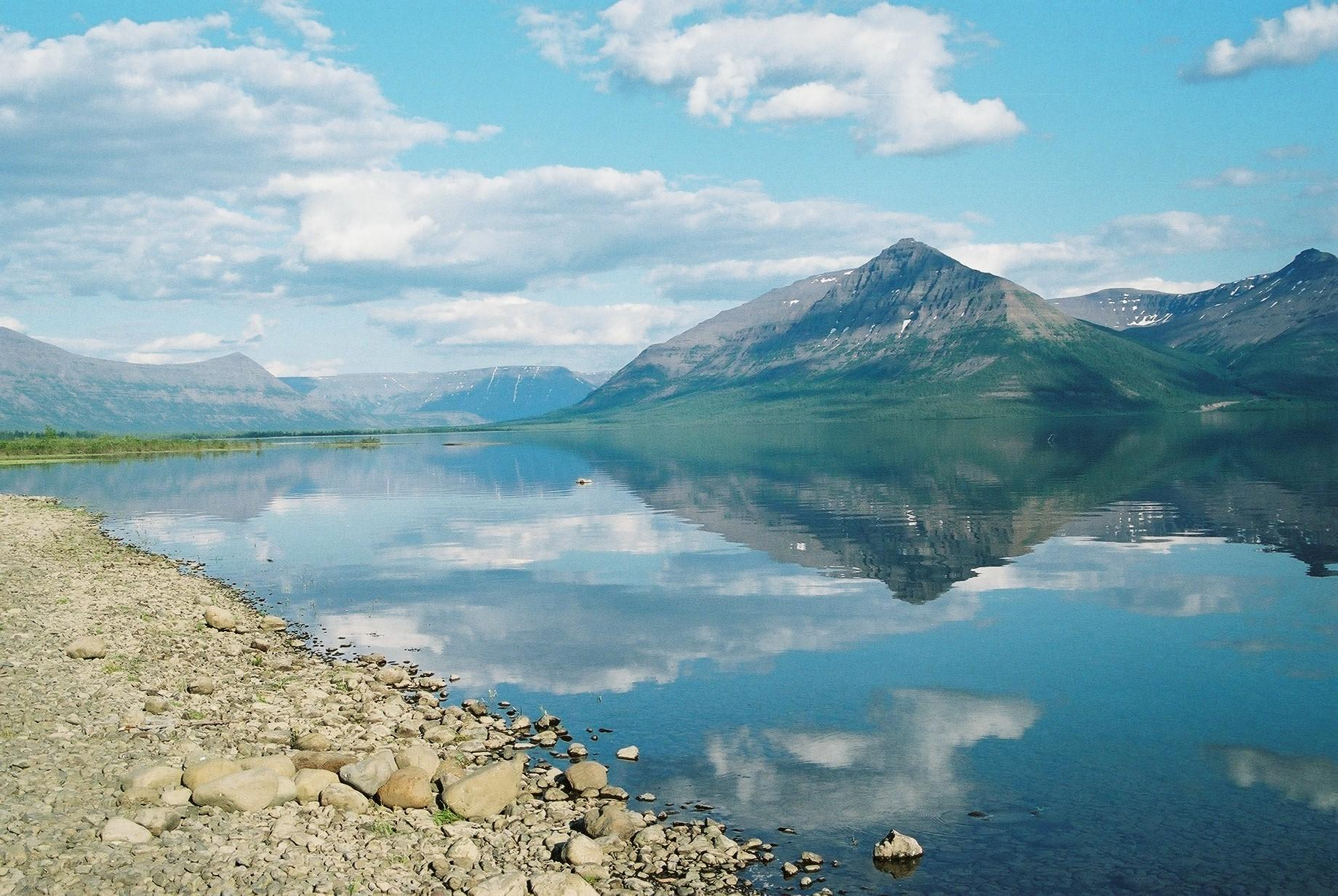
Jezero Lama

Celá oblast je odvodňována do Severního ledového oceánu. Z velkých řek pramení v oblasti plošiny Pjasina, odtékající přímo na sever do Karského moře, řeky Cheta a Kotuj, které se dále na severovýchodě spojují v řeku Chatangu, jež ústí do moře Laptěvů, a také např. Kurejka a některé pravé přítoky řeky Dolní Tunguzka. Posledně jmenované vodní toky odvádí vodu na západ do Jeniseje.
Vzhledem ke geologickým poměrům má mnoho řek kaskádovitý tok a vyskytuje se zde mnoho vodopádů. Dále se v oblasti Putorany nachází více než 25 000 jezer. Jezera mají obvykle protáhlý tvar a některá dosahují značné hloubky (až 400 m). Mezi velká jezera patří například Chantajské jezero, Glubokoje, Melkoje, Vivi, Lama a Keta.

## Klimatické podmínky
Obecně leží Putorana v subarktickém podnebném pásu s dlouhými chladnými zimami a krátkým letním obdobím s relativně vysokými teplotami, výrazně se zde však projevuje výšková zonalita a poloha na rozhraní dvou typů subarktického podnebí. Západní část má oproti východní dvojnásobné množství srážek (300–400 mv údolích a 1200–1600 m ve vrcholových částech). Po většinu roku (v údolích 200–240 dní) je území pokryto sněhem. Asi 2,5 km² především na severních svazích pokrývají ledovce, 19 z celkem 22 ledovců se nachází v severozápadní části Putorany, kde je sněžná čára nejníže (800 m nad mořem).
Až 70 % rozlohy oblasti pokrývá nesouvislá zóna věčně zmrzlé půdy. Nánosy sněhu v řekách přispívají ke vzniku letních záplav a bahnotoků. Řeky mají zdaleka nejvyšší průtok v létě, kdy dochází k masivnímu tání sněhové pokrývky, zatímco v zime je hladina vody nízko a mnoho řek zamrzá až na dno.

## Flora a fauna

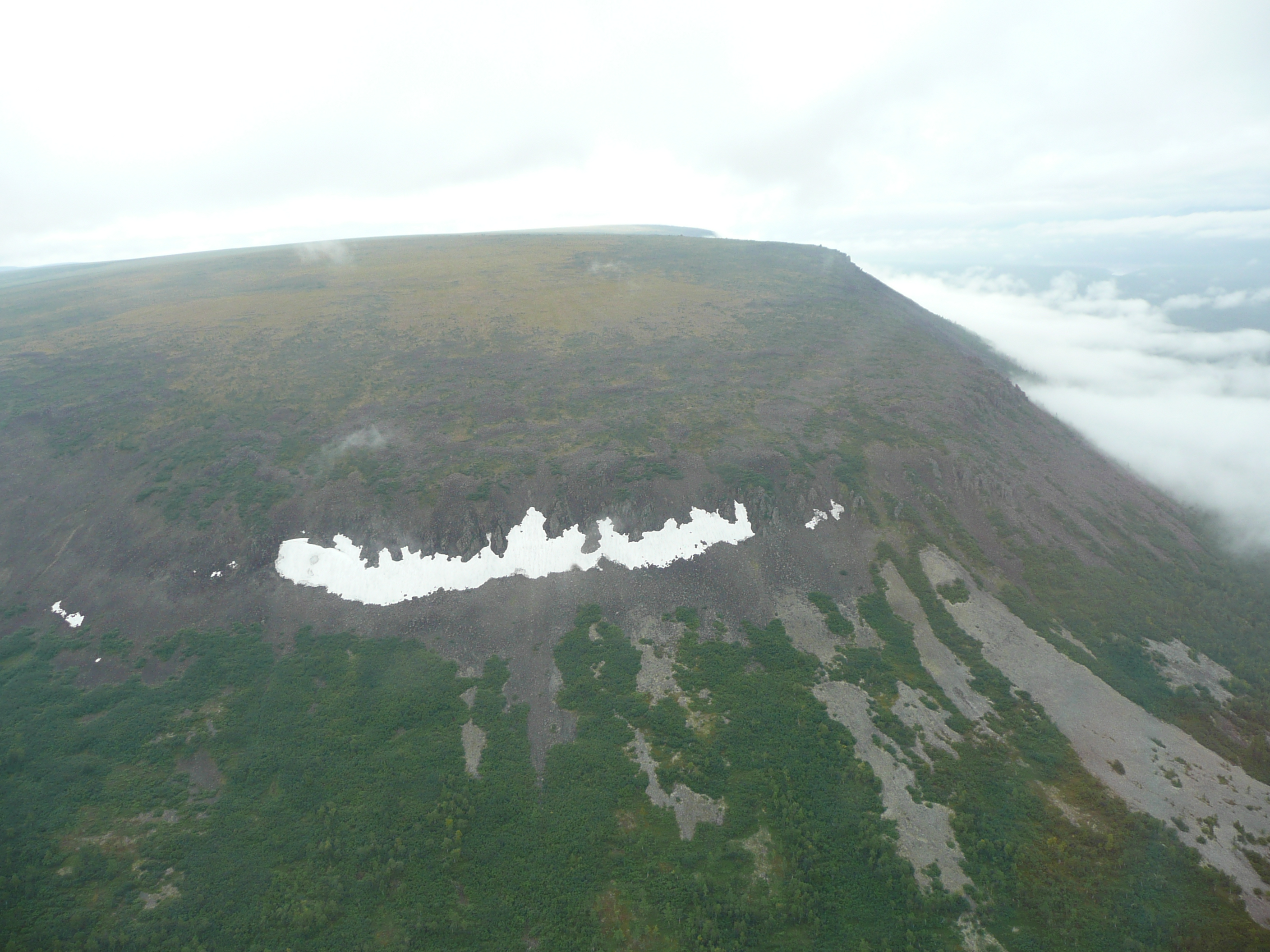
Vegetace ustupující s nadmořskou výškou

Živá příroda Putorany je s ohledem na zeměpisnou šířku pestrá, nachází se zde několik endemických druhů. V nižších nadmořských výškách (na severu do 400 m n. m, na jihu až do 800 m n. m.) se nacházejí rozptýlené lesy typické pro tajgu, které výše přecházejí v alpinskou tundru. Nejvýše položené vrcholové oblasti pak pokrývá polární poušť.
Vegetace je chudší v suché východní části Putorany, kde je dominantním druhem odolný modřín Gmelinův (Larix gmelinii), zatímco v lesích západní části převládají smrk sibiřský (Picea obovata), modřín sibiřský (Larix sibirica) a porosty břízy Betula tortuosa. Celkem lze v oblasti Putorany najít 576 rostlinných druhů, 34 druhů savců a 140 druhů ptáků. Přes Putoranu pravidelně migruje půlmilionová populace sobů z oblasti Tajmyru. Díky izolaci trvající asi 15 000 let se zde vyvinul vzácný poddruh ovce sněžné, putoranská sněžná ovce (Ovis nivicola borealis). Putorana je také významným hnízdištěm ptáků a místem, kde se velké množství ptáků zastavuje během migrace.

## Ochrana území
V roce 1988 byl na části území o rozloze 18 872,51 km² vyhlášen Putoranský národní park, jehož správa sídlí v blízkém Norilsku. Okolo národního parku byla vyhlášena ochranná zóna o rozloze 17 733 km², celková rozloha chráněného území je tedy 36 605,51 km². V roce 2010 bylo rozhodnuto o zařazení národního parku na seznam světového přírodního dědictví UNESCO.
Chráněná oblast je prakticky nezasažena člověkem. Velkou roli hraje obtížná dostupnost a vzdálenost od civilizace, použitelnými dopravními prostředky jsou vrtulník a loď. Nejbližším větším sídlem je Norilsk při západním okraji plošiny (zhruba 50 km od okraje ochranného pásma), kde v součtu s přilehlým sídly žije okolo 200 000 lidí. Potenciální riziko pro chráněné území představuje intenzivní těžba neželezných kovů (nikl a další), která významným způsobem ničí a znečišťuje široké okolí Norilska. Dalším nebezpečím je rozvíjející se turismus a lovecké výpravy.